# Barbie principessa dell'isola perduta (videogioco)
Barbie principessa dell'isola perduta (Barbie as the Island Princess) è un videogioco per bambine ispirato alla bambola Barbie, e legato al film d'animazione Barbie principessa dell'isola perduta. Il videogioco è una collezione di ventotto differenti mini-giochi. Il videogioco è stato sviluppato dalla Ivolgamus nella versione per console e dalla Human Soft nella versione per console portatile.